# آن دار
آن دار (بالإنجليزية: Ann Darr)‏ هي مقدمة برامج إذاعية وكاتِبة وشاعرة أمريكية، ولدت في 13 مارس 1920 في باغلي في الولايات المتحدة، وتوفيت في 2 ديسمبر 2007.